# Dorothy Maud Wrinchová
Dorothy Maud Wrinchová (12. září 1894, Rosario, Argentina – 11. únor 1976; od roku 1922 Nicholsonová, od roku 1941 Glaserová) byla matematička a teoretická biochemička. Proslula svým pokusem o vysvětlení struktury proteinů s použitím matematických principů. Je oceňována za přínos a inspiraci v oblasti molekulární biologie.

## Život
Narodila se v Rosariu v Argentině. Jejími rodiči byli anglický inženýr Hugh Edward Hart Wrinch a Ada Souter. Rodina se však brzy vrátila do Anglie a Dorothy pak vyrůstala v Surbitonu, blízko Londýna. Navštěvovala zde střední školu Surbiton. V roce 1913 zahájila studia matematiky na universitě Girton College v Cambridge. Promovala v roce 1916. Při dalších studiích přírodních věd se seznámila s Bertrandem Russellem. Když pak byl Russell vězněn za protiválečné aktivity, Wrinchová byla jeho neplaceným vědecký pracovníkem a osobním tajemníkem.
Její kariéra se rozděluje na dvě období. Mezi rokem 1918 až 1932 publikovala 20 zpráv o teoretické a aplikované matematice a 16 o vědecké metodologii a filozofii vědy. Russell měl silný vliv na její filozofickou práci. Také psala řadu článků pro Harolda Jeffreyse — ty pak tvořily základ její knihy z roku 1931 Scientific Inference (Vědecké usuzování).
Wrinchová byla neúnavná a produktivní. V roce 1929 se stala první ženou, která obdržela oxfordský titul DSc. Její profesionální pozice byla přesto vždy nejistá. V roce 1918 byla jmenovaná docentkou matematiky na Londýnské univerzitě, ale po dvou letech se vrátila k výzkumu. V roce 1922 se vdala za matematického fyzika Johna Williama Nicholsona. Nicholson byl členem Balliola College v Oxfordu, a proto se přestěhovala do Oxfordu. Tam vykonávala různé dočasné práce po celých 16 let. V roce 1927 se jim narodila dcera Pamela. Její kniha o rodičovství, věnovaná Russellovi, znamenala odvážnou práci v oblasti sociologie. Nichols byl v roce 1930 uznán jako duševně nemocný. V roce 1937 bylo Wrinchino manželství s ním proto rozvedeno.
V roce 1932 byla Wrinchová jednou ze zakladatelů Biotheoretical Gathering, mezioborové skupiny, která usilovala o vysvětlení života pomocí objevů o tom, jak fungují proteiny. Svůj model struktury proteinu nazvala cyklolovou strukturou (cyclol structure). Model vyvolal značnou polemiku. Do roku 1939 byly chemikem Linusem Paulingem nahromaděny důkazy proti modelu a model byl prohlášený za zcela chybný. V těchto debatách pociťovala nedostatek znalostí z chemie.
V roce 1939 se ona a její dcera přestěhovala do Spojených států. V roce 1941 se provdala za Otto Charlese Glasera, předsedu katedry biologie a náměstka prezidenta Amherst College. Od roku 1942 do roku 1971 s ním pracovala jako vědecký pracovník na Smith College.